# Ottmar Dillenburg

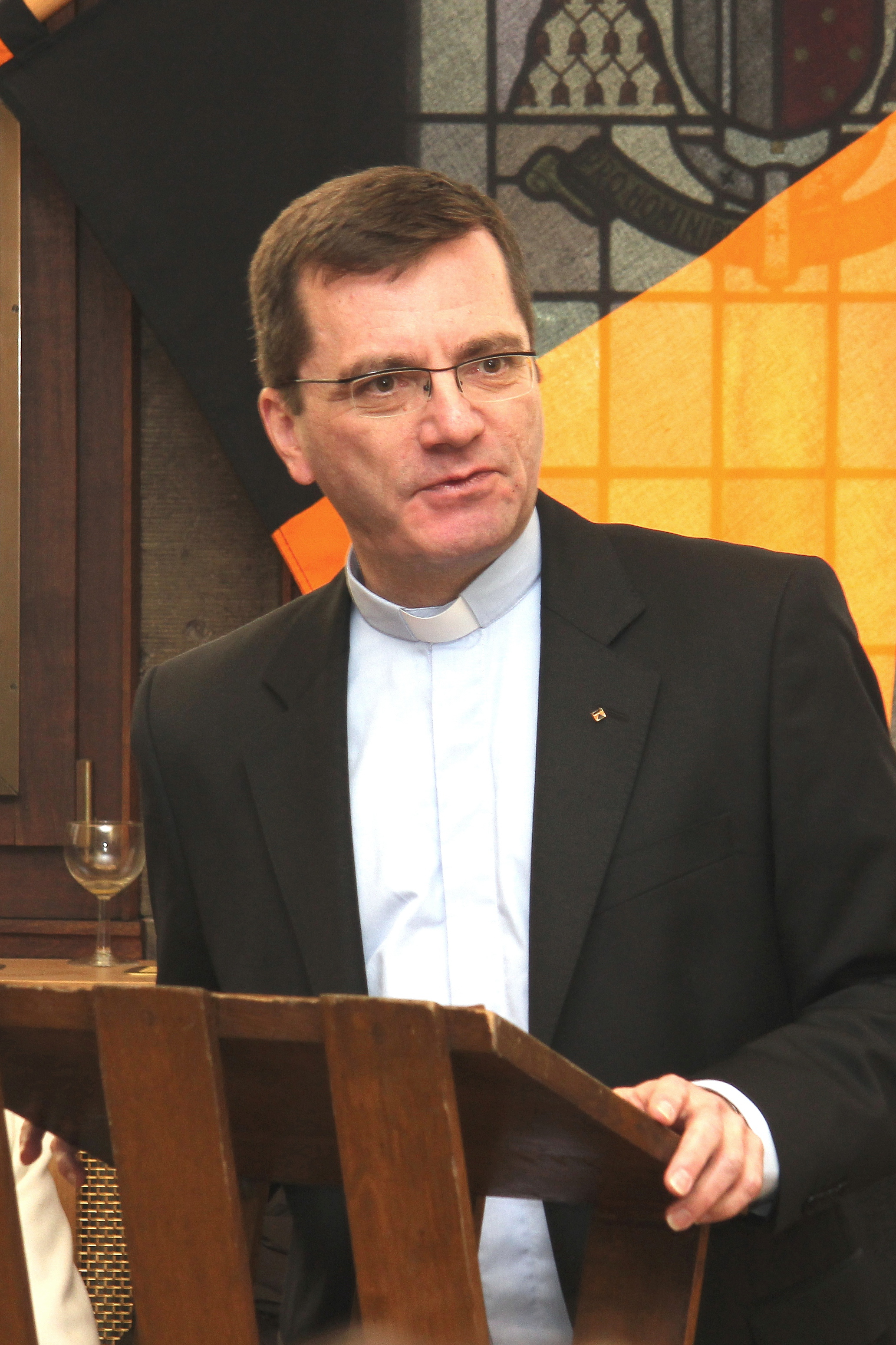
Ottmar Dillenburg 2014

Ottmar Dillenburg (* 15. Juni 1961 in Alf) ist ein katholischer Priester. Von Oktober 2011 bis Oktober 2021 war er Generalpräses des Kolpingwerks.

## Leben
Ottmar Dillenburg wuchs in Bad Bertrich auf und studierte in München und Trier Theologie. 1989 empfing er die Priesterweihe. Ab 1989 war er Kaplan in St. Wendel, 1991 wurde er mit der Mitarbeit im pastoralen Dienst in St. Peter und St. Albert in Andernach beauftragt, 1992 wurde er dort Vikar. 1994 wurde Dillenburg Diözesanseelsorger des Bundes der Deutschen Katholischen Jugend (BDKJ) im Bistum Trier und Diözesanjugendpfarrer. 1997 wurde er Pfarrer in Dillingen/Saar Hl. Sakrament und St. Johann. Von 1999 bis 2008 war er Diözesanpräses des Kolpingwerks im Bistum Trier, von 2004 bis 2008 stellvertretender Bundespräses und von 2005 bis 2011 pastorale Begleitperson der Kolpingjugend. Von 2005 bis 2008 war er zudem Schulpfarrer des Bischöflichen Cusanus-Gymnasiums Koblenz. Am 24. Oktober 2008 wählte die Bundesversammlung des Kolpingwerks in Essen Ottmar Dillenburg als Nachfolger von Alois Schröder zum Bundespräses. Schröder kandidierte nach zwölf Jahren nicht wieder für dieses Amt. Im November 2008 wählte die Kontinentalversammlung im tschechischen Brünn Dillenburg zusätzlich zum Kolping-Europapräses, ebenfalls als Nachfolger Schröders.
Papst Benedikt XVI. verlieh Dillenburg im September 2010 den Titel „Kaplan Seiner Heiligkeit“. Am 27. Oktober 2011 wurde Dillenburg in Rom zum Generalpräses des internationalen Kolpingwerks gewählt. Damit war er neunter Nachfolger des Gründers Adolph Kolping.
Dillenburgs Nachfolger als Bundespräses des Kolpingwerks war von Oktober 2012 bis September 2021 Josef Holtkotte aus der Diözese Paderborn. Im Oktober 2021 kehrte Dillenburg als Leitender Priesterreferent und Leiter der Abteilung Seelsorge und Pastorales Personal ins Bistum Trier zurück.